# Kína az 1984. évi nyári olimpiai játékokon
Kína az egyesült államokbeli Los Angelesben megrendezett 1984. évi nyári olimpiai játékok egyik részt vevő nemzete volt. Az országot az olimpián 19 sportágban 215 sportoló képviselte, akik összesen 32 érmet szereztek.

## Érmesek
| Érem  | Versenyző | Sportág       | Versenyszám              |
| ----- | --- | ------------- | ------------------------ |
| Arany | Csou Csi-hung (Zhou Jihong) | Műugrás       | Női egyéni toronyugrás   |
| Arany | Nemzeti válogatott Lang Ping Liang Jen (Liang Yan) Csu Ling (Zhu Ling) Hou Jü-csu (Hou Yuzhu) Jang Hszi-lan (Yang Xilan) Csiang Jing (Jiang Ying) Li Jen-csün (Li Yanjun) Jang Hsziao-csün (Yang Xiaojun) Cseng Mejcsu (Zheng Meizhu) Csang Zsung-fang (Zhang Rongfang)                                                                                  | Röplabda      | Női                      |
| Arany | Hszü Haj-feng (Xu Haifeng) | Sportlövészet | Férfi szabadpisztoly     |
| Arany | Li Jü-vej (Li Yuwei) | Sportlövészet | Férfi futócéllövészet    |
| Arany | Vu Hsziao-hszüan (Wu Xiaoxuan) | Sportlövészet | Női sportpuska összetett |
| Arany | Ceng Kuo-csiang (Zeng Guoqiang) | Súlyemelés    | 52 kg                    |
| Arany | Vu Su-tö (Wu Shude) | Súlyemelés    | 56 kg                    |
| Arany | Csen Vej-csiang (Chen Weiqiang) | Súlyemelés    | 60 kg                    |
| Arany | Jao Csing-jüan (Yao Jingyuan) | Súlyemelés    | 67,5 kg                  |
| Arany | Li Ning | Torna         | Férfi talaj              |
| Arany | Lou Jün (Lou Yun) | Torna         | Férfi ugrás              |
| Arany | Li Ning | Torna         | Férfi gyűrű              |
| Arany | Li Ning | Torna         | Férfi lólengés           |
| Arany | Ma Jen-hung (Ma Yanhong) | Torna         | Női felemás korlát       |
| Arany | Luan Csü-csie (Luan Jujie) | Vívás         | Női tőr, egyéni          |
| Ezüst | Li Ling-csüan (Li Lingjuan) | Íjászat       | Női egyéni               |
| Ezüst | Tan Liang-tö (Tan Liangde) | Műugrás       | Férfi egyéni műugrás     |
| Ezüst | Csou Pej-sun (Zhou Peishun) | Súlyemelés    | 52 kg                    |
| Ezüst | Laj Zsun-ming (Lai Runming) | Súlyemelés    | 56 kg                    |
| Ezüst | Li Ning Tung Fej (Tong Fei) Hszü Cse-csiang (Xu Zhiqiang) Lou Jün (Lou Yun) Li Hsziao-ping (Li Xiaoping) Li Jüe-csiu (Li Yuejiu) | Torna         | Férfi csapat összetett   |
| Ezüst | Lou Jün (Lou Yun) | Torna         | Férfi talaj              |
| Ezüst | Li Ning | Torna         | Férfi ugrás              |
| Ezüst | Tung Fej (Tong Fei) | Torna         | Férfi nyújtó             |
| Bronz | Csu Csien-hua (Zhu Jianhua) | Atlétika      | Férfi magasugrás         |
| Bronz | Nemzeti válogatott Csen Csen (Chen Zhen) Kao Hsziu-min (Gao Xiumin) Ho Csien-ping (He Jianping) Li Lan Liu Li-ping Liu Jü-mej (Liu Yumei) Szun Hsziu-lan (Sun Xiulan) Vang Lin-vej (Wang Linwei) Vang Min-hszing (Wang Mingxing) Vu Hszin-csiang (Wu Xingjiang) Csang Vej-hung (Zhang Weihong) Csang Pej-csün (Zhang Peijun) Csu Csüe-feng (Zhu Juefeng) | Kézilabda     | Női                      |
| Bronz | Nemzeti válogatott Csen Jüe-fang (Chen Yuefang) Li Hsziao-csin (Li Xiaoqin) Pa Jen (Ba Yan) Szung Hsziao-po (Song Xiaobo) Csiu Csen (Qiu Chen) Vang Csün (Wang Jun) Hsziu Li-csüan (Xiu Lijuan) Cseng Haj-hszia (Zheng Haixia) Cung Hszüe-ti (Cong Xuedi) Csang Huj (Zhang Hui) Liu Csing (Liu Qing) Csang Jüe-csin (Zhang Yueqin)                       | Kosárlabda    | Női                      |
| Bronz | Li Kung-cseng (Li Kongzheng) | Műugrás       | Férfi egyéni toronyugrás |
| Bronz | Vang Ji-fu (Wang Yifu) | Sportlövészet | Férfi szabadpisztoly     |
| Bronz | Huang Si-ping (Huang Shiping) | Sportlövészet | Férfi futócéllövészet    |
| Bronz | Vu Hsziao-hszüan (Wu Xiaoxuan) | Sportlövészet | Női légpuska             |
| Bronz | Li Ning | Torna         | Férfi egyéni összetett   |
| Bronz | Ma Jen-hung (Ma Yanhong) Vu Csia-ni (Wu Jiani) Csou Ping (Zhou Ping) Csen Jung-jen (Chen Yongyan) Csou Csiu-zsuj (Zhou Qiurui) Huang Csün (Huang Qun) | Torna         | Női csapat összetett     |

## Atlétika
Férfi
| Versenyző                    | Versenyszám     | Előfutam | Előfutam | Előfutam | Negyeddöntő | Negyeddöntő | Negyeddöntő | Elődöntő | Elődöntő | Elődöntő | Döntő   | Döntő    |
| Versenyző                    | Versenyszám     | Idő      | Hely.    | Össz.    | Idő         | Hely.       | Össz.       | Idő      | Hely.    | Össz.    | Idő     | Helyezés |
| ---------------------------- | --------------- | -------- | -------- | -------- | ----------- | ----------- | ----------- | -------- | -------- | -------- | ------- | -------- |
| Jü Csuang-huj (Yu Zhuanghui) | 100 m           | 10,53    | 2.       | 24.      | 10,59       | 6.          | 27.*        | kiesett  | kiesett  | kiesett  | kiesett | kiesett  |
| Jü Csuang-huj (Yu Zhuanghui) | 200 m           | 21,48    | 4.       | 36.      | kiesett     | kiesett     | kiesett     | kiesett  | kiesett  | kiesett  | kiesett | kiesett  |
| Jü Cse-cseng (Yu Zhicheng)   | 110 m gát       | 14,20    | 4.       | 16.      |             |             |             | 14,26    | 7.       | 15.      | kiesett | kiesett  |
| Li Csie-csiang (Li Jieqiang) | 110 m gát       | 14,29    | 4.       | 17.      |             |             |             | 14,15    | 8.       | 13.      | kiesett | kiesett  |
| Csang Fu-hszin (Zhang Fuxin) | 20 km gyaloglás |          |          |          |             |             |             |          |          |          | 1:32:10 | 27.      |
| Csang Fu-hszin (Zhang Fuxin) | 50 km gyaloglás |          |          |          |             |             |             |          |          |          | 4:23:39 | 15.      |

| Versenyző                      | Versenyszám | Selejtező | Selejtező | Döntő    | Döntő    |
| Versenyző                      | Versenyszám | Eredmény  | Helyezés  | Eredmény | Helyezés |
| ------------------------------ | ----------- | --------- | --------- | -------- | -------- |
| Csu Csien-hua (Zhu Jianhua)    | Magasugrás  | 224 cm    | 1.        | 231 cm   |          |
| Liu Jün-peng (Liu Yunpeng)     | Magasugrás  | 224 cm    | 1.        | 229 cm   | 7.       |
| Caj Su (Cai Shu)               | Magasugrás  | 224 cm    | 9.        | 227 cm   | 8.       |
| Jang Vej-min (Yang Weimin)     | Rúdugrás    | 530 cm    | 10.       | 510 cm   | 10.      |
| Csi Cö-piao (Ji Zebiao)        | Rúdugrás    | 510 cm    | 17.       | kiesett  | kiesett  |
| Liu Jü-huang (Liu Yuhuang)     | Távolugrás  | 783 cm    | 10.       | 799 cm   | 5.       |
| Vang Si-csie (Wang Shijie)     | Távolugrás  | 736 cm    | 18.       | kiesett  | kiesett  |
| Cou Csen-hszien (Zou Zhenxian) | Hármasugrás | 16,68 m   | 5.        | 16,83 m  | 4.       |

| Versenyző                        | Versenyszám | 100 m | 100 m | Távolugrás | Távolugrás | Súlylökés | Súlylökés | Magasugrás | Magasugrás | 400 m | 400 m | 110 m gát | 110 m gát | Diszkoszvetés | Diszkoszvetés | Rúdugrás | Rúdugrás | Gerelyhajítás | Gerelyhajítás | 1500 m  | 1500 m | Végeredmény | Végeredmény |
| Versenyző                        | Versenyszám | Idő   | Pont  | Eredmény   | Pont       | Eredmény  | Pont      | Eredmény   | Pont       | Idő   | Pont  | Idő       | Pont      | Eredmény      | Pont          | Eredmény | Pont     | Eredmény      | Pont          | Idő     | Pont   | Pont        | Helyezés    |
| -------------------------------- | ----------- | ----- | ----- | ---------- | ---------- | --------- | --------- | ---------- | ---------- | ----- | ----- | --------- | --------- | ------------- | ------------- | -------- | -------- | ------------- | ------------- | ------- | ------ | ----------- | ----------- |
| Ven Kang-csiang (Weng Kangqiang) | Tízpróba    | 11,28 | 738   | 730 cm     | 881        | 12,45 m   | 629       | 188 cm     | 751        | 50,52 | 782   | 15,21     | 826       | 38,74 m       | 660           | 460 cm   | 957      | 69,72 m       | 876           | 4:34,10 | 562    | 7662        | 15.         |

Női
| Versenyző                 | Versenyszám | Előfutam | Előfutam | Előfutam | Elődöntő | Elődöntő | Elődöntő | Döntő   | Döntő    |
| Versenyző                 | Versenyszám | Idő      | Hely.    | Össz.    | Idő      | Hely.    | Össz.    | Idő     | Helyezés |
| ------------------------- | ----------- | -------- | -------- | -------- | -------- | -------- | -------- | ------- | -------- |
| Liu Hua-csin (Liu Huajin) | 100 m gát   | 13,64    | 5.       | 15.      | 13,57    | 7.       | 13.      | kiesett | kiesett  |

| Versenyző                         | Versenyszám   | Selejtező                   | Selejtező | Döntő    | Döntő    |
| Versenyző                         | Versenyszám   | Eredmény                    | Helyezés  | Eredmény | Helyezés |
| --------------------------------- | ------------- | --------------------------- | --------- | -------- | -------- |
| Cseng Ta-csen (Zheng Dazhen)      | Magasugrás    | 190 cm                      | 13.       | 191 cm   | 7.       |
| Jang Ven-csin (Yang Wenqin)       | Magasugrás    | 190 cm                      | 9.        | 188 cm   | 9.       |
| Ko Ping (Ge Ping)                 | Magasugrás    | 184 cm                      | 21.       | kiesett  | kiesett  |
| Liao Ven-fen (Liao Wenfen)        | Távolugrás    | 616 cm (holtverseny) 600 cm | 15.       | kiesett  | kiesett  |
| Li Mej-szu (Li Meisu)             | Súlylökés     |                             |           | 17,96 m  | 5.       |
| Jang Jen-csin (Yang Yanqin)       | Súlylökés     |                             |           | 16,97 m  | 10.      |
| Csiao Jün-hsziang (Jiao Yunxiang) | Diszkoszvetés | 54,70 m                     | 9.        | 53,32 m  | 11.      |
| Csu Hungjang (Zhu Hongyang)       | Gerelyhajítás | 53,18 m                     | 19.       | kiesett  | kiesett  |

* - egy másik versenyzővel azonos eredményt ért el

## Birkózás
Kötöttfogású
| Versenyző                   | Versenyszám | Vigaszágas kiesés | Vigaszágas kiesés | 5. helyért        | Bronz- mérkőzés                      | Döntő             | Helyezés    |
| Versenyző                   | Versenyszám | Ellenfél Eredmény | Hely.             | Ellenfél Eredmény | Ellenfél Eredmény                    | Ellenfél Eredmény | Helyezés    |
| --------------------------- | ----------- | --- | ----------------- | ----------------- | ------------------------------------ | ----------------- | ----------- |
| Li Haj-seng (Li Haisheng)   | 48 kg       | A csoport · Mark Fuller (USA) · 8–7 · Vincenzo Maenza (ITA) · 0–13 · Salih Bora (TUR) · 2–5                                                                                   | 4.                | kiesett           | kiesett                              | kiesett           | 7.          |
| Hu Zsi-csa (Hu Richa)       | 52 kg       | B csoport · Mahmoud Moustafa Fathalla (EGY) · 13–1 · Erol Kemah (TUR) · 14–4 · Daniel Aceves (MEX) · 8–14 · Döntő · Taisto Halonen (FIN) · 12–11 · Daniel Aceves (MEX) · 8–14 | 2.                |                   | Pang Dedu (Bang Dae-Du) (KOR) · 1–13 |                   | 4.          |
| Csang Tö-csün (Zhang Dequn) | 62 kg       | A csoport · Constantin Uţă (ROU) · 2–15 · Doug Yeats (CAN) · 0–12 | 9.                | kiesett           | kiesett                              | kiesett           | helyezetlen |

Szabadfogású
| Versenyző                   | Versenyszám | Vigaszágas kiesés | Vigaszágas kiesés | 5. helyért        | Bronz- mérkőzés                      | Döntő             | Helyezés    |
| Versenyző                   | Versenyszám | Ellenfél Eredmény | Hely.             | Ellenfél Eredmény | Ellenfél Eredmény                    | Ellenfél Eredmény | Helyezés    |
| --------------------------- | ----------- | --- | ----------------- | ----------------- | ------------------------------------ | ----------------- | ----------- |
| Kao Ven-ho (Gao Wenhe)      | 48 kg       | B csoport · Reiner Heugabel (FRG) · 9–4 · Bobby Weaver (USA) · 0–13                                                                   | 2.                |                   | Szon Gapto (Son Gap-Do) (KOR) · 7–13 |                   | 4.          |
| Liang Tö-csin (Liang Dejin) | 52 kg       | A csoport · az 1. fordulóban erőnyerő · Iván Garcés (ECU) · 16–11 · Ray Takahashi (CAN) · 3–7 · Fritz Niebler (FRG) · 0–11            | 5.                | kiesett           | kiesett                              | kiesett           | 8.          |
| Kuan Pu-ni-ma (Guan Bunima) | 57 kg       | B csoport · Barry Davis (USA) · 10–24 · Miguel García (ESP) · 12–0 · Graeme Hawkins (NZL) · 15–3 · Kim Igon (Kim Ui-Gon) (KOR) · 0–12 | 4.                | kiesett           | kiesett                              | kiesett           | 7.          |
| Zsen Csin (Ren Qin)         | 68 kg       | A csoport · Zsigmond Kelevitz (AUS) · 1–13 · Francisco Iglesias (ESP) · 15–2 · Hussain El-Din Hamed (EGY) · 4–6                       | 7.                | kiesett           | kiesett                              | kiesett           | helyezetlen |

## Cselgáncs
| Versenyző                     | Versenyszám | Csoport | Selejtező         | 32-es főtábla             | Nyolcaddöntő              | Negyeddöntő            | Elődöntő                      | Vigaszág nyolcaddöntő | Vigaszág negyeddöntő | Vigaszág elődöntő | Bronz- mérkőzés      | Döntő             | Helyezés |
| Versenyző                     | Versenyszám | Csoport | Ellenfél Eredmény | Ellenfél Eredmény         | Ellenfél Eredmény         | Ellenfél Eredmény      | Ellenfél Eredmény             | Ellenfél Eredmény     | Ellenfél Eredmény    | Ellenfél Eredmény | Ellenfél Eredmény    | Ellenfél Eredmény | Helyezés |
| ----------------------------- | ----------- | ------- | ----------------- | ------------------------- | ------------------------- | ---------------------- | ----------------------------- | --------------------- | -------------------- | ----------------- | -------------------- | ----------------- | -------- |
| Csang Kuo-csün (Zhang Guojun) | Légsúly     | A       |                   | Guy Delvingt (FRA) · V    | kiesett                   | kiesett                |                               |                       |                      |                   |                      |                   | 18.      |
| Vang Seng-li (Wang Shengli)   | Harmatsúly  | B       | erőnyerő          | James Rohleder (FRG) · V  | kiesett                   | kiesett                | kiesett                       |                       |                      |                   |                      |                   | 20.      |
| Ji Tö-hszin (Yi Dexin)        | Könnyűsúly  | A       |                   | Tan Chin Kee (HKG) · GY   | Glenn Beauchamp (CAN) · V | kiesett                | kiesett                       |                       |                      |                   |                      |                   | 13.      |
| Liu Csün-lin (Liu Junlin)     | Váltósúly   | B       | erőnyerő          | Carlos Huttich (MEX) · GY | Kevin Doherty (CAN) · V   | kiesett                | kiesett                       |                       |                      |                   |                      |                   | 14.      |
| Hszü Kuo-csing (Xu Guoqing)   | Nyílt       | A       |                   |                           | Clemens Jehle (SUI) · GY  | Fred Blaney (CAN) · GY | Mohamed Ali Rashwan (EGY) · V |                       |                      |                   | Mihai Cioc (ROU) · V |                   | 5.       |

## Evezés
Férfi
| Versenyző | Versenyszám              | Előfutam | Előfutam | Vigaszág | Vigaszág | Döntő | Döntő   | Döntő | Helyezés |
| Versenyző | Versenyszám              | Idő      | Hely.    | Idő      | Hely.    | Típus | Idő     | Hely. | Helyezés |
| --- | ------------------------ | -------- | -------- | -------- | -------- | ----- | ------- | ----- | -------- |
| Vang Hung-ping (Wang Hongbing) Liu Pao-kang (Liu Baogang) Ku Csia-hung (Gu Jiahong) Tang Hung-vej (Tang Hongwei) | Kormányos nélküli négyes | 6:45,25  | 5.       | 6:46,18  | 4.       | B     | 6:50,03 | 4.    | 10.      |

Női
| Versenyző | Versenyszám      | Előfutam | Előfutam | Vigaszág | Vigaszág | Döntő | Döntő   | Döntő | Helyezés |
| Versenyző | Versenyszám      | Idő      | Hely.    | Idő      | Hely.    | Típus | Idő     | Hely. | Helyezés |
| --- | ---------------- | -------- | -------- | -------- | -------- | ----- | ------- | ----- | -------- |
| Huang Mej-hszia (Huang Meixia) Jang Hsziao (Yang Xiao) Si Mej-ping (Shi Meiping) Csen Csang-feng (Chen Changfeng) Csang Li-ming (Zhang Liming) | Kormányos négyes | 3:37,70  | 4.       | 3:32,07  | 3.       | B     | 3:34,22 | 2.    | 8.       |

## Íjászat
| Versenyző                   | Versenyszám  | 1. forduló | 1. forduló | 2. forduló | 2. forduló | Összesítés | Összesítés |
| Versenyző                   | Versenyszám  | Pont       | Hely.      | Pont       | Hely.      | Pont       | Helyezés   |
| --------------------------- | ------------ | ---------- | ---------- | ---------- | ---------- | ---------- | ---------- |
| Pa Jung-san (Ba Yongshan)   | Férfi egyéni | 1251       | 10.        | 1232       | 21.        | 2483       | 18.        |
| Csang Cseng (Zhang Zheng)   | Férfi egyéni | 1207       | 35.        | 1198       | 37.        | 2405       | 36.        |
| Feng Cö-min (Feng Zemin)    | Férfi egyéni | 1175       | 46.        | 1214       | 29.        | 2389       | 38.        |
| Li Ling-csüan (Li Lingjuan) | Női egyéni   | 1279       | 1.         | 1280       | 2.         | 2559       |            |
| Vu Ja-nan (Wu Yanan)        | Női egyéni   | 1240       | 12.        | 1253       | 7.         | 2493       | 8.         |
| Vang Csin (Wang Jin)        | Női egyéni   | 1229       | 15.        | 1216       | 21.        | 2445       | 18.        |

## Kajak-kenu
Férfi
| Versenyző                                             | Versenyszám         | Előfutam | Előfutam | Előfutam | Vigaszág | Vigaszág | Vigaszág | Elődöntő | Elődöntő | Elődöntő | Döntő   | Döntő    |
| Versenyző                                             | Versenyszám         | Idő      | Hely.    | Össz.    | Idő      | Hely.    | Össz.    | Idő      | Hely.    | Össz.    | Idő     | Helyezés |
| ----------------------------------------------------- | ------------------- | -------- | -------- | -------- | -------- | -------- | -------- | -------- | -------- | -------- | ------- | -------- |
| Kao Lu-tung (Gao Ludong) Sen Jung-csin (Shen Yongjin) | Kajak kettes 500 m  | 1:46,29  | 6.       | 17.      | 1:45,74  | 5.       | 9.       | kiesett  | kiesett  | kiesett  | kiesett | kiesett  |
| Csu Cseng-jung (Chu Zhengyong) Peng Po (Peng Bo)      | Kajak kettes 1000 m | 3:52,98  | 6.       | 17.      | 3:53,22  | 4.       | 7.       | kiesett  | kiesett  | kiesett  | kiesett | kiesett  |

## Kerékpározás

### Országúti kerékpározás
Férfi
| Versenyző                                                                               | Versenyszám     | Idő              | Helyezés |
| --------------------------------------------------------------------------------------- | --------------- | ---------------- | -------- |
| Han Su-hsziang (Han Shuxiang) Liu Fu Vang Vang-csiang (Wang Wanqiang) Ceng Po (Zeng Bo) | Csapat időfutam | 2:17:34 (+19:06) | 21.      |

Női
| Versenyző             | Versenyszám   | Idő              | Helyezés |
| --------------------- | ------------- | ---------------- | -------- |
| Lü Szu-jen (Lu Suyan) | Mezőnyverseny | 2:24:19 (+13:05) | 31.      |
| Vang Li (Wang Li)     | Mezőnyverseny | 2:29:26 (+18:12) | 36.      |
| Lü Jü-e (Lu Yu'e)     | Mezőnyverseny | 2:42:55 (+31:41) | 41.      |

## Kézilabda

### Női
| Kínai női kézilabdacsapat-játékoskeret | Kínai női kézilabdacsapat-játékoskeret |
| --- | --- |
| - Vu Hszing-csiang (Wu Xingjiang) - Ho Csien-ping (He Jianping) - Csu Csüe-feng (Zhu Juefeng) - Csang Vej-hung (Zhang Weihong) - Kao Hsziu-min (Gao Xiumin) - Vang Lin-vej (Wang Linwei) - Liu Li-ping (Liu Liping) | - Szun Hsziu-lan (Sun Xiulan) - Liu Jü-mej (Liu Yumei) - Li Lan - Vang Ming-hszing (Wang Mingxing) - Csen Csen (Chen Zhen) - Csang Pej-csün (Zhang Peijun) |

#### Eredmények
| 1984. augusztus 1. 21:30 | Egyesült Államok (USA) | 25–22 | Kína (CHN) |  |
| 1984. augusztus 1. 21:30 | (9–12)                 |       |            |  |
| 1984. augusztus 1. 21:30 |                        |       |            |  |

| 1984. augusztus 3. 20:00 | Kína (CHN) | 20–19 | NSZK (FRG) |  |
| 1984. augusztus 3. 20:00 | (11–7)     |       |            |  |
| 1984. augusztus 3. 20:00 |            |       |            |  |

| 1984. augusztus 5. 20:00 | Kína (CHN) | 24–24 | Dél-Korea (KOR) |  |
| 1984. augusztus 5. 20:00 | (10–14)    |       |                 |  |
| 1984. augusztus 5. 20:00 |            |       |                 |  |

| 1984. augusztus 7. 18:30 | Kína (CHN) | 21–16 | Ausztria (AUT) |  |
| 1984. augusztus 7. 18:30 | (10–7)     |       |                |  |
| 1984. augusztus 7. 18:30 |            |       |                |  |

| 1984. augusztus 9. 21:30 | Jugoszlávia (YUG) | 31–25 | Kína (CHN) |  |
| 1984. augusztus 9. 21:30 | (15–15)           |       |            |  |
| 1984. augusztus 9. 21:30 |                   |       |            |  |

Végeredmény
| Helyezés | Csapat                 | M | Gy | D | V | G+  | G–  | Gk  | P  |
| -------- | ---------------------- | - | -- | - | - | --- | --- | --- | -- |
| Arany    | Jugoszlávia (YUG)      | 5 | 5  | 0 | 0 | 143 | 102 | +41 | 10 |
| Ezüst    | Dél-Korea (KOR)        | 5 | 3  | 1 | 1 | 125 | 119 | +6  | 7  |
| Bronz    | Kína (CHN)             | 5 | 2  | 1 | 2 | 112 | 115 | –3  | 5  |
| 4.       | NSZK (FRG)             | 5 | 2  | 0 | 3 | 91  | 100 | –9  | 4  |
| 5.       | Egyesült Államok (USA) | 5 | 2  | 0 | 3 | 114 | 123 | –9  | 4  |
| 6.       | Ausztria (AUT)         | 5 | 0  | 0 | 5 | 91  | 117 | –26 | 0  |

| Csapat     | Helyezés |
| ---------- | -------- |
| Kína (CHN) |          |

## Kosárlabda

### Férfi
| Kínai férfi kosárlabdacsapat-játékoskeret | Kínai férfi kosárlabdacsapat-játékoskeret                                                                                              |
| --- | --- |
| - Hu Csang-pao (Hu Zhangbao) - Huang Jün-lung (Huang Yunlong) - Csi Csao-kuang (Ji Zhaoguang) - Kuang Lu-pin (Kuang Lubin) - Li Ja-kuang (Li Yaguang) - Liu Csien-li (Liu Jianli) | - Lü Csin-Csing (Lü Jinqing) - Szun Feng-vu (Sun Fengwu) - Vang Haj-po (Wang Haibo) - Vang Li-pin (Wang Libin) - Csang Pin (Zhang Bin) |

#### Eredmények
Csoportkör
B csoport
| Csapat                 | M | Gy | V | P+  | P–  | Pk   |
| ---------------------- | - | -- | - | --- | --- | ---- |
| Egyesült Államok (USA) | 5 | 5  | 0 | 511 | 315 | +196 |
| Spanyolország (ESP)    | 5 | 4  | 1 | 457 | 438 | +19  |
| Kanada (CAN)           | 5 | 3  | 2 | 462 | 401 | +61  |
| Uruguay (URU)          | 5 | 2  | 3 | 403 | 460 | –57  |
| Kína (CHN)             | 5 | 1  | 4 | 364 | 477 | –113 |
| Franciaország (FRA)    | 5 | 0  | 5 | 383 | 489 | –106 |

| 1984. július 29. 16:30 | Egyesült Államok (USA) | 97–49 | Kína (CHN) |  |
| 1984. július 29. 16:30 | (50–29)                |       |            |  |

| 1984. július 31. 11:00 | Kína (CHN) | 85–83 | Franciaország (FRA) |  |
| 1984. július 31. 11:00 | (48–39)    |       |                     |  |

| 1984. augusztus 1. 11:00 | Kanada (CAN) | 121–80 | Kína (CHN) |  |
| 1984. augusztus 1. 11:00 | (59–32)      |        |            |  |

| 1984. augusztus 3. 11:00 | Spanyolország (ESP) | 102–83 | Kína (CHN) |  |
| 1984. augusztus 3. 11:00 | (50–38)             |        |            |  |

| 1984. augusztus 4. 22:00 | Uruguay (URU) | 74–67 | Kína (CHN) |  |
| 1984. augusztus 4. 22:00 | (37–24)       |       |            |  |

A 9–12. helyért
| 1984. augusztus 5. 20:30 | Kína (CHN) | 76–73 | Egyiptom (EGY) |  |
| 1984. augusztus 5. 20:30 | (40–39)    |       |                |  |

A 9. helyért
| 1984. augusztus 9. 12:00 | Brazília (BRA) | 86–76 | Kína (CHN) |  |
| 1984. augusztus 9. 12:00 | (42–40)        |       |            |  |

| Csapat     | Helyezés |
| ---------- | -------- |
| Kína (CHN) | 10.      |

### Női
| Kínai női kosárlabdacsapat-játékoskeret | Kínai női kosárlabdacsapat-játékoskeret |
| --- | --- |
| - Csen Jüe-fang (Chen Yuefang) - Li Hsziao-csin (Li Xiaoqin) - Pa Jen (Ba Yan) - Szung Hsziao-po (Song Xiaobo) - Csiu Csen (Qiu Chen) - Vang Csün (Wang Jun) | - Hsziu Li-csüan (Xiu Lijuan) - Cseng Haj-hszia (Zheng Haixia) - Cung Hszüe-ti (Cong Xuedi) - Csang Huj (Zhang Hui) - Liu Csing (Liu Qing) - Csang Jüe-csin (Zhang Yueqin) |

#### Eredmények
Csoportkör
| Csapat                 | M | Gy | V | P+  | P–  | Pk   |
| ---------------------- | - | -- | - | --- | --- | ---- |
| Egyesült Államok (USA) | 5 | 5  | 0 | 431 | 265 | +166 |
| Dél-Korea (KOR)        | 5 | 4  | 1 | 292 | 302 | –10  |
| Kanada (CAN)           | 5 | 2  | 3 | 313 | 334 | –21  |
| Kína (CHN)             | 5 | 2  | 3 | 318 | 348 | –30  |
| Ausztrália (AUS)       | 5 | 1  | 4 | 266 | 317 | –51  |
| Jugoszlávia (YUG)      | 5 | 1  | 4 | 293 | 347 | –54  |

| 1984. július 30. 14:30 | Kína (CHN) | 67–64 | Ausztrália (AUS) |  |
| 1984. július 30. 14:30 | (28–22)    |       |                  |  |

| 1984. július 31. 20:00 | Kanada (CAN) | 66–61 | Kína (CHN) |  |
| 1984. július 31. 20:00 | (35–33)      |       |            |  |

| 1984. augusztus 2. 20:00 | Kína (CHN) | 79–58 | Jugoszlávia (YUG) |  |
| 1984. augusztus 2. 20:00 | (34–28)    |       |                   |  |

| 1984. augusztus 3. 20:00 | Egyesült Államok (USA) | 91–55 | Kína (CHN) |  |
| 1984. augusztus 3. 20:00 | (38–26)                |       |            |  |

| 1984. augusztus 5. 9:00 | Dél-Korea (KOR) | 69–56 | Kína (CHN) |  |
| 1984. augusztus 5. 9:00 | (34–25)         |       |            |  |

Bronzmérkőzés
| 1984. augusztus 7. 17:00 | Kína (CHN) | 62–57 | Kanada (CAN) |  |
| 1984. augusztus 7. 17:00 | (37–29)    |       |              |  |

| Csapat     | Helyezés |
| ---------- | -------- |
| Kína (CHN) |          |

## Műugrás
Férfi
| Versenyző                    | Versenyszám        | Selejtező | Selejtező | Döntő  | Döntő    |
| Versenyző                    | Versenyszám        | Pont      | Helyezés  | Pont   | Helyezés |
| ---------------------------- | ------------------ | --------- | --------- | ------ | -------- |
| Tan Liang-tö (Tan Liangde)   | Egyéni műugrás     | 600,99    | 4.        | 662,31 |          |
| Li Hung-ping (Li Hongping)   | Egyéni műugrás     | 611,55    | 3.        | 646,35 | 4.       |
| Li Kung-cseng (Li Kongzheng) | Egyéni toronyugrás | 615,69    | 2.        | 638,28 |          |
| Tung Huj (Tong Hui)          | Egyéni toronyugrás | 608,04    | 3.        | 604,77 | 4.       |

Női
| Versenyző                        | Versenyszám        | Selejtező | Selejtező | Döntő  | Döntő    |
| Versenyző                        | Versenyszám        | Pont      | Helyezés  | Pont   | Helyezés |
| -------------------------------- | ------------------ | --------- | --------- | ------ | -------- |
| Li Ji-hua (Li Yihua)             | Egyéni műugrás     | 517,92    | 1.        | 506,52 | 4.       |
| Li Hsziao-csien (Li Qiaoxian)    | Egyéni műugrás     | 466,83    | 6.        | 487,68 | 5.       |
| Csou Csi-hung (Zhou Jihong)      | Egyéni toronyugrás | 462,87    | 1.        | 435,51 |          |
| Csen Hsziao-hszia (Chen Xiaoxia) | Egyéni toronyugrás | 434,88    | 2.        | 419,76 | 4.       |

## Röplabda

### Férfi
| Kínai férfi röplabdacsapat-játékoskeret | Kínai férfi röplabdacsapat-játékoskeret |
| --- | --- |
| - Cao Ping - Liu Csang-cseng (Liu Changcheng) - Sen Ko-csin (Shen Keqin) - Szung Csin-vej (Song Jinwei) - Hsziao Csing-szung (Xiao Qingsong) - Jang Li-csün (Yang Liqun) | - Jen Csien-ming (Yan Jianming) - Jü Csüe-min (Yu Juemin) - Jü Csi-hszin (Ju Jixin) - Csang Ju-seng (Zhang Yousheng) - Csao Feng (Zhao Feng) - Co Jüe (Zuo Yue) |

#### Eredmények
Csoportkör
B csoport
|                   |      | Mérkőzések | Mérkőzések | Szettek | Szettek | Szettek | Pontok | Pontok | Pontok |
| Csapat            | Pont | Gy         | V          | Sz+     | Sz–     | SzA     | P+     | P–     | PA     |
| ----------------- | ---- | ---------- | ---------- | ------- | ------- | ------- | ------ | ------ | ------ |
| Kanada (CAN)      | 7    | 3          | 1          | 10      | 3       | 3,333   | 167    | 122    | 1,369  |
| Olaszország (ITA) | 7    | 3          | 1          | 11      | 4       | 2,750   | 210    | 143    | 1,469  |
| Japán (JPN)       | 7    | 3          | 1          | 9       | 5       | 1,800   | 179    | 162    | 1,105  |
| Kína (CHN)        | 5    | 1          | 3          | 3       | 9       | 0,333   | 124    | 160    | 0,775  |
| Egyiptom (EGY)    | 4    | 0          | 4          | 0       | 12      | 0,000   | 90     | 183    | 0,492  |

| 1984. július 29. 10:00 | Japán (JPN)        | 3–0 | Kína (CHN) |  |
| 1984. július 29. 10:00 | (15–9, 15–9, 15–8) |     |            |  |

| 1984. július 31. 18:30 | Olaszország (ITA)    | 3–0 | Kína (CHN) |  |
| 1984. július 31. 18:30 | (15–5, 16–14, 15–13) |     |            |  |

| 1984. augusztus 2. 10:00 | Egyiptom (EGY)      | 0–3 | Kína (CHN) |  |
| 1984. augusztus 2. 10:00 | (3–15, 5–15, 16–18) |     |            |  |

| 1984. augusztus 4. 18:30 | Kanada (CAN)       | 3–0 | Kína (CHN) |  |
| 1984. augusztus 4. 18:30 | (15–8, 15–7, 15–3) |     |            |  |

Az 5–8. helyért
| 1984. augusztus 8. 11:00 | Dél-Korea (KOR)            | 3–1 | Kína (CHN) |  |
| 1984. augusztus 8. 11:00 | (15–4, 15–11, 6–15, 19–17) |     |            |  |

A 7. helyért
| 1984. augusztus 10. 18:30 | Japán (JPN)         | 3–0 | Kína (CHN) |  |
| 1984. augusztus 10. 18:30 | (16–14, 15–9, 15–6) |     |            |  |

| Csapat     | Helyezés |
| ---------- | -------- |
| Kína (CHN) | 8.       |

### Női
| Kínai női röplabdacsapat-játékoskeret                                                                           | Kínai női röplabdacsapat-játékoskeret |
| --- | --- |
| - Lang Ping - Liang Jen (Liang Yan) - Csu Ling (Zhu Ling) - Hou Jü-csu (Hou Yuzhu) - Jang Hszi-lan (Yang Xilan) | - Csiang Jing (Jiang Ying) - Li Jen-csün (Li Yanjun) - Jang Hsziao-csün (Yang Xiaojun) - Cseng Mej-csu (Zheng Meizhu) - Csang Zsung-fang (Zhang Rongfang) |

#### Eredmények
Csoportkör
A csoport
|                        |      | Mérkőzések | Mérkőzések | Szettek | Szettek | Szettek | Pontok | Pontok | Pontok |
| Csapat                 | Pont | Gy         | V          | Sz+     | Sz–     | SzA     | P+     | P–     | PA     |
| ---------------------- | ---- | ---------- | ---------- | ------- | ------- | ------- | ------ | ------ | ------ |
| Egyesült Államok (USA) | 6    | 3          | 0          | 9       | 3       | 3,000   | 167    | 139    | 1,201  |
| Kína (CHN)             | 5    | 2          | 1          | 7       | 3       | 2,333   | 144    | 101    | 1,426  |
| NSZK (FRG)             | 4    | 1          | 2          | 3       | 6       | 0,500   | 93     | 126    | 0,738  |
| Brazília (BRA)         | 3    | 0          | 3          | 2       | 9       | 0,222   | 120    | 158    | 0,759  |

| 1984. július 30. 10:00 | Kína (CHN)            | 3–0 | Brazília (BRA) |  |
| 1984. július 30. 10:00 | (15–13, 15–10, 15–11) |     |                |  |

| 1984. augusztus 1. 10:00 | NSZK (FRG)         | 0–3 | Kína (CHN) |  |
| 1984. augusztus 1. 10:00 | (5–15, 6–15, 3–15) |     |            |  |

| 1984. augusztus 3. 10:00 | Kína (CHN)                  | 1–3 | Egyesült Államok (USA) |  |
| 1984. augusztus 3. 10:00 | (13–15, 15–7, 14–16, 12–15) |     |                        |  |

Elődöntő
| 1984. augusztus 5. 18:30 | Japán (JPN)         | 0–3 | Kína (CHN) |  |
| 1984. augusztus 5. 18:30 | (10–15, 7–15, 4–15) |     |            |  |

Döntő
| 1984. augusztus 9. 20:00 | Kína (CHN)          | 3–0 | Egyesült Államok (USA) |  |
| 1984. augusztus 9. 20:00 | (16–14, 15–3, 15–9) |     |                        |  |

| Csapat     | Helyezés |
| ---------- | -------- |
| Kína (CHN) |          |

## Sportlövészet
Férfi
| Versenyző                        | Versenyszám           | Pont | Helyezés |
| -------------------------------- | --------------------- | ---- | -------- |
| Tu Hszüe-an (Du Xuean)           | Gyorstüzelő pisztoly  | 588  | 13.      |
| Li Csung-csi (Li Zhongqi)        | Gyorstüzelő pisztoly  | 588  | 13.      |
| Hszü Haj-feng (Xu Haifeng)       | Szabadpisztoly        | 566  |          |
| Vang Ji-fu (Wang Yifu)           | Szabadpisztoly        | 564  |          |
| Hua Csien-seng (Hua Jiansheng)   | Légpuska              | 565  | 36.      |
| Csiang Zsung (Jiang Rong)        | Sportpuska, fekvő     | 588  | 30.      |
| Hszü Hsziao-kuang (Xu Xiaoguang) | Sportpuska, fekvő     | 588  | 30.      |
| Hszü Hsziao-kuang (Xu Xiaoguang) | Légpuska              | 572  | 30.      |
| Hszü Hsziao-kuang (Xu Xiaoguang) | Sportpuska, összetett | 1139 | 22.      |
| Lin Csi-cseng (Lin Jicheng)      | Sportpuska, összetett | 1127 | 32.      |
| Li Jü-vej (Li Yuwei)             | Futócéllövészet       | 587  |          |
| Huang Si-ping (Huang Shiping)    | Futócéllövészet       | 581  |          |

Női
| Versenyző                         | Versenyszám           | Pont                 | Helyezés |
| --------------------------------- | --------------------- | -------------------- | -------- |
| Liu Haj-jing (Liu Haiying)        | Sportpisztoly         | 583 (szétlövés: 195) | 4.       |
| Ven Cse-fang (Wen Zhifang)        | Sportpisztoly         | 578                  | 6.       |
| Liu Zsen-csing (Liu Renqing)      | Légpuska              | 383                  | 9.       |
| Vu Hsziao-hszüan (Wu Xiaoxuan)    | Légpuska              | 389                  |          |
| Vu Hsziao-hszüan (Wu Xiaoxuan)    | Sportpuska, összetett | 581                  |          |
| Csin Tung-hsziang (Jin Dongxiang) | Sportpuska, összetett | 571                  | 6.       |

Nyílt
| Versenyző                  | Versenyszám | Pont | Helyezés |
| -------------------------- | ----------- | ---- | -------- |
| Csu Csang-fu (Zhu Changfu) | Skeet       | 193  | 11.      |
| Vu Lan-jing (Wu Lanying)   | Skeet       | 191  | 19.      |

## Súlyemelés
| Versenyző                       | Versenyszám | Szakítás | Szakítás | Lökés                    | Lökés                    | Összesen | Helyezés |
| Versenyző                       | Versenyszám | Eredmény | Helyezés | Eredmény                 | Helyezés                 | Összesen | Helyezés |
| ------------------------------- | ----------- | -------- | -------- | ------------------------ | ------------------------ | -------- | -------- |
| Ceng Kuo-csiang (Zeng Guoqiang) | 52 kg       | 105,0    | 3.       | 130,0                    | 1.                       | 235,0    |          |
| Csou Pej-sun (Zhou Peishun)     | 52 kg       | 107,5    | 1.       | 127,5                    | 3.                       | 235,0    |          |
| Vu Su-tö (Wu Shude)             | 56 kg       | 120,0    | 2.       | 147,5                    | 1.                       | 267,5    |          |
| Laj Zsun-ming (Lai Runming)     | 56 kg       | 125,0    | 1.       | 140,0                    | 2.                       | 265,0    |          |
| Csen Vej-csiang (Chen Weiqiang) | 60 kg       | 125,0    | 1.       | 157,5                    | 1.                       | 282,5    |          |
| Vang Kuo-feng (Wang Guofeng)    | 60 kg       | 117,5    | 6.       | érvényes kísérlet nélkül | érvényes kísérlet nélkül | kiesett  | kiesett  |
| Jao Csing-jüan (Yao Jingyuan)   | 67,5 kg     | 142,5    | 1.       | 177,5                    | 1.                       | 320,0    |          |
| Ma Csien-ping (Ma Jianping)     | 67,5 kg     | 130,0    | 9.       | 167,5                    | 6.                       | 297,5    | 8.       |
| Li Sun-csu (Li Shunzhu)         | 75 kg       | 147,5    | 2.       | 175,0                    | 6.                       | 322,5    | 5.       |
| Ma Ven-kuang (Ma Wenguang)      | 90 kg       | 145,0    | 18.      | 195,0                    | 3.                       | 340,0    | 11.      |

## Torna
Férfi
| Versenyző | Versenyszám      | Selejtező | Selejtező | Döntő    | Döntő    |
| Versenyző | Versenyszám      | Pontszám  | Helyezés  | Pontszám | Helyezés |
| --- | ---------------- | --------- | --------- | -------- | -------- |
| Li Ning | Talaj            | 19,85     | 1.        | 19,925   |          |
| Li Ning | Ugrás            | 19,75     | 4.        | 19,825   | ***      |
| Li Ning | Korlát           | 19,75     | 6.        | 19,775   | 6.       |
| Li Ning | Nyújtó           | 19,40     | 34.       | kiesett  | kiesett  |
| Li Ning | Gyűrű            | 19,80     | 2.        | 19,850   | *        |
| Li Ning | Lólengés         | 19,90     | 1.        | 19,950   | *        |
| Li Ning | Egyéni összetett | 118,45    | 2.        | 118,575  |          |
| Tung Fej (Tong Fei) | Talaj            | 19,65     | 8.        | kiesett  | kiesett  |
| Tung Fej (Tong Fei) | Ugrás            | 19,65     | 10.       | kiesett  | kiesett  |
| Tung Fej (Tong Fei) | Korlát           | 19,75     | 6.        | 19,825   | 4.       |
| Tung Fej (Tong Fei) | Nyújtó           | 19,95     | 2.        | 19,975   |          |
| Tung Fej (Tong Fei) | Gyűrű            | 19,70     | 4.        | 19,750   | 4.       |
| Tung Fej (Tong Fei) | Lólengés         | 19,70     | 5.        | 19,750   | 4.       |
| Tung Fej (Tong Fei) | Egyéni összetett | 118,40    | 3.        | 118,550  | 4.       |
| Hszü Cse-csiang (Xu Zhiqiang) | Talaj            | 19,70     | 4.        | kiesett  | kiesett  |
| Hszü Cse-csiang (Xu Zhiqiang) | Ugrás            | 19,65     | 10.       | kiesett  | kiesett  |
| Hszü Cse-csiang (Xu Zhiqiang) | Korlát           | 19,75     | 6.        | kiesett  | kiesett  |
| Hszü Cse-csiang (Xu Zhiqiang) | Nyújtó           | 19,90     | 3.        | kiesett  | kiesett  |
| Hszü Cse-csiang (Xu Zhiqiang) | Gyűrű            | 19,65     | 6.        | kiesett  | kiesett  |
| Hszü Cse-csiang (Xu Zhiqiang) | Lólengés         | 19,50     | 9.        | kiesett  | kiesett  |
| Hszü Cse-csiang (Xu Zhiqiang) | Egyéni összetett | 118,15    | 6.        | 118,225  | 7.       |
| Lou Jün (Lou Yun) | Talaj            | 19,85     | 1.        | 19,775   |          |
| Lou Jün (Lou Yun) | Ugrás            | 20,00     | 1.        | 19,950   |          |
| Lou Jün (Lou Yun) | Korlát           | 19,60     | 11.       | kiesett  | kiesett  |
| Lou Jün (Lou Yun) | Nyújtó           | 19,90     | 3.        | 19,850   | 4.       |
| Lou Jün (Lou Yun) | Gyűrű            | 19,50     | 15.       | kiesett  | kiesett  |
| Lou Jün (Lou Yun) | Lólengés         | 18,80     | 43.       | kiesett  | kiesett  |
| Lou Jün (Lou Yun) | Egyéni összetett | 117,65    | 10.       | kiesett  | kiesett  |
| Li Hsziao-ping (Li Xiaoping) | Talaj            | 19,50     | 14.       | kiesett  | kiesett  |
| Li Hsziao-ping (Li Xiaoping) | Ugrás            | 19,55     | 25.       | kiesett  | kiesett  |
| Li Hsziao-ping (Li Xiaoping) | Korlát           | 19,35     | 20.       | kiesett  | kiesett  |
| Li Hsziao-ping (Li Xiaoping) | Nyújtó           | 19,65     | 16.       | kiesett  | kiesett  |
| Li Hsziao-ping (Li Xiaoping) | Gyűrű            | 19,45     | 23.       | kiesett  | kiesett  |
| Li Hsziao-ping (Li Xiaoping) | Lólengés         | 19,35     | 17.       | kiesett  | kiesett  |
| Li Hsziao-ping (Li Xiaoping) | Egyéni összetett | 116,85    | 12.       | kiesett  | kiesett  |
| Li Jüe-csiu (Li Yuejiu) | Talaj            | 19,45     | 16.       | kiesett  | kiesett  |
| Li Jüe-csiu (Li Yuejiu) | Ugrás            | 19,60     | 16.       | kiesett  | kiesett  |
| Li Jüe-csiu (Li Yuejiu) | Korlát           | 19,45     | 16.       | kiesett  | kiesett  |
| Li Jüe-csiu (Li Yuejiu) | Nyújtó           | 19,75     | 10.       | kiesett  | kiesett  |
| Li Jüe-csiu (Li Yuejiu) | Gyűrű            | 19,25     | 40.       | kiesett  | kiesett  |
| Li Jüe-csiu (Li Yuejiu) | Lólengés         | 19,20     | 22.       | kiesett  | kiesett  |
| Li Jüe-csiu (Li Yuejiu) | Egyéni összetett | 116,70    | 15.       | kiesett  | kiesett  |
| Li Ning Tung Fej (Tong Fei) Hszü Cse-csiang (Xu Zhiqiang) Lou Jün (Lou Yun) Li Hsziao-ping (Li Xiaoping) Li Jüe-csiu (Li Yuejiu) | Csapat összetett |           |           | 590,80   |          |

Női
| Versenyző | Versenyszám      | Selejtező | Selejtező | Döntő    | Döntő    |
| Versenyző | Versenyszám      | Pontszám  | Helyezés  | Pontszám | Helyezés |
| --- | ---------------- | --------- | --------- | -------- | -------- |
| Ma Jen-hung (Ma Yanhong) | Talaj            | 19,50     | 7.        | 19,450   | 6.       |
| Ma Jen-hung (Ma Yanhong) | Ugrás            | 19,30     | 20.       | kiesett  | kiesett  |
| Ma Jen-hung (Ma Yanhong) | Felemás korlát   | 19,90     | 1.        | 19,950   | *        |
| Ma Jen-hung (Ma Yanhong) | Gerenda          | 19,50     | 6.        | 19,450   | 5.       |
| Ma Jen-hung (Ma Yanhong) | Egyéni összetett | 78,20     | 5.        | 77,850   | 6.       |
| Csou Ping (Zhou Ping) | Talaj            | 19,25     | 18.       | kiesett  | kiesett  |
| Csou Ping (Zhou Ping) | Ugrás            | 19,65     | 5.        | 19,500   | 5.       |
| Csou Ping (Zhou Ping) | Felemás korlát   | 19,20     | 13.       | 19,350   | 6.       |
| Csou Ping (Zhou Ping) | Gerenda          | 19,25     | 12.       | kiesett  | kiesett  |
| Csou Ping (Zhou Ping) | Egyéni összetett | 77,35     | 13.       | 77,775   | 7.       |
| Csen Jung-jen (Chen Yongyan) | Talaj            | 19,45     | 10.       | kiesett  | kiesett  |
| Csen Jung-jen (Chen Yongyan) | Ugrás            | 19,65     | 5.        | 19,300   | 8.       |
| Csen Jung-jen (Chen Yongyan) | Felemás korlát   | 18,95     | 18.       | kiesett  | kiesett  |
| Csen Jung-jen (Chen Yongyan) | Gerenda          | 19,30     | 10.       | 19,200   | 7.       |
| Csen Jung-jen (Chen Yongyan) | Egyéni összetett | 77,35     | 13.       | 77,725   | 8.       |
| Vu Csia-ni (Wu Jiani) | Talaj            | 19,35     | 16.       | kiesett  | kiesett  |
| Vu Csia-ni (Wu Jiani) | Ugrás            | 19,10     | 32.       | kiesett  | kiesett  |
| Vu Csia-ni (Wu Jiani) | Felemás korlát   | 19,65     | 4.        | kiesett  | kiesett  |
| Vu Csia-ni (Wu Jiani) | Gerenda          | 19,65     | 3.        | kiesett  | kiesett  |
| Vu Csia-ni (Wu Jiani) | Egyéni összetett | 77,75     | 9.        | kiesett  | kiesett  |
| Csou Csiu-zsuj (Zhou Qiurui) | Talaj            | 19,55     | 6.        | 19,625   | 4.       |
| Csou Csiu-zsuj (Zhou Qiurui) | Ugrás            | 19,55     | 11.       | kiesett  | kiesett  |
| Csou Csiu-zsuj (Zhou Qiurui) | Felemás korlát   | 18,65     | 30.       | kiesett  | kiesett  |
| Csou Csiu-zsuj (Zhou Qiurui) | Gerenda          | 18,75     | 26.       | kiesett  | kiesett  |
| Csou Csiu-zsuj (Zhou Qiurui) | Egyéni összetett | 76,50     | 19.       | kiesett  | kiesett  |
| Huang Csün (Huang Qun) | Talaj            | 19,35     | 16.       | kiesett  | kiesett  |
| Huang Csün (Huang Qun) | Ugrás            | 19,25     | 21.       | kiesett  | kiesett  |
| Huang Csün (Huang Qun) | Felemás korlát   | 18,55     | 34.       | kiesett  | kiesett  |
| Huang Csün (Huang Qun) | Gerenda          | 19,15     | 15.       | kiesett  | kiesett  |
| Huang Csün (Huang Qun) | Egyéni összetett | 76,30     | 21.       | kiesett  | kiesett  |
| Ma Jen-hung (Ma Yanhong) Vu Csia-ni (Wu Jiani) Csou Ping (Zhou Ping) Csen Jung-jen (Chen Yongyan) Csou Csiu-zsuj (Zhou Qiurui) Huang Csün (Huang Qun) | Csapat összetett |           |           | 388,60   |          |

* - egy másik versenyzővel azonos eredményt ért el

*** - három másik versenyzővel azonos eredményt ért el

### Ritmikus gimnasztika
| Versenyző                          | Versenyszám | Selejtező | Selejtező | Döntő   | Döntő    |
| Versenyző                          | Versenyszám | Pont      | Hely.     | Pont    | Helyezés |
| ---------------------------------- | ----------- | --------- | --------- | ------- | -------- |
| Vang Hsziuá-zsung (Wang Xiurong)   | Egyéni      | 35,85     | 23.       | kiesett | kiesett  |
| Huang Hszien-jüan (Huang Xianyuan) | Egyéni      | 34,80     | 32.       | kiesett | kiesett  |

## Úszás
Férfi
| Versenyző                                                                                          | Versenyszám            | Előfutam | Előfutam | Előfutam | Döntő   | Döntő   | Döntő   | Helyezés |
| Versenyző                                                                                          | Versenyszám            | Idő      | Hely.    | Össz.    | Típus   | Idő     | Hely.   | Helyezés |
| -------------------------------------------------------------------------------------------------- | ---------------------- | -------- | -------- | -------- | ------- | ------- | ------- | -------- |
| Mu La-ti (Mu Lati)                                                                                 | 100 m gyors            | 52,82    | 3.       | 31.      | kiesett | kiesett | kiesett | kiesett  |
| Sen Csiang-csiang (Shen Jianqiang)                                                                 | 100 m gyors            | 52,84    | 4.       | 32.      | kiesett | kiesett | kiesett | kiesett  |
| Sen Csiang-csiang (Shen Jianqiang)                                                                 | 200 m gyors            | 1:56,08  | 5.       | 34.      | kiesett | kiesett | kiesett | kiesett  |
| Li Csung-ji (Li Zhongyi)                                                                           | 100 m hát              | 1:00,66  | 4.       | 30.      | kiesett | kiesett | kiesett | kiesett  |
| Vang Hao (Wang Hao)                                                                                | 100 m hát              | 59,13    | 5.       | 23.      | kiesett | kiesett | kiesett | kiesett  |
| Vang Hao (Wang Hao)                                                                                | 200 m hát              | 2:12,28  | 6.       | 28.      | kiesett | kiesett | kiesett | kiesett  |
| Vang Lin (Wang Lin)                                                                                | 100 m mell             | kizárták | kizárták | kizárták | kiesett | kiesett | kiesett | kiesett  |
| Csin Fu (Jin Fu)                                                                                   | 100 m mell             | 1:05,05  | 4.       | 17.      | kiesett | kiesett | kiesett | kiesett  |
| Csin Fu (Jin Fu)                                                                                   | 200 m mell             | 2:26,34  | 4.       | 26.      | kiesett | kiesett | kiesett | kiesett  |
| Cseng Csien (Zheng Jian)                                                                           | 100 m pillangó         | 56,58    | 5.       | 27.      | kiesett | kiesett | kiesett | kiesett  |
| Csen Csin (Chen Qin)                                                                               | 200 m vegyes           | 2:10,30  | 5.       | 24.      | kiesett | kiesett | kiesett | kiesett  |
| Feng Ta-vej (Feng Dawei)                                                                           | 200 m vegyes           | 2:11,30  | 4.       | 25.      | kiesett | kiesett | kiesett | kiesett  |
| Mu La-ti (Mu Lati) Feng Ta-vej (Feng Dawei) Csen Csin (Chen Qin) Sen Csien-csiang (Shen Jianqiang) | 4 × 100 m gyorsváltó   | 3:30,82  | 4.       | 15.      | kiesett | kiesett | kiesett | kiesett  |
| Vang Hao (Wang Hao) Csin Fu (Jin Fu) Cseng Csien (Zheng Jian) Mu La-ti (Mu Lati)                   | 4 × 100 m vegyes váltó | 3:51,71  | 3.       | 11.      | kiesett | kiesett | kiesett | kiesett  |

Női
| Versenyző                                                                                                   | Versenyszám            | Előfutam | Előfutam | Előfutam | Döntő   | Döntő   | Döntő   | Helyezés |
| Versenyző                                                                                                   | Versenyszám            | Idő      | Hely.    | Össz.    | Típus   | Idő     | Hely.   | Helyezés |
| --- | ---------------------- | -------- | -------- | -------- | ------- | ------- | ------- | -------- |
| Ting Csi-lien (Ding Jilian)                                                                                 | 100 m gyors            | 59,11    | 5.       | 42.      | kiesett | kiesett | kiesett | kiesett  |
| Jen Hung (Yan Hong)                                                                                         | 100 m gyors            | 1:00,45  | 5.       | 1.       | kiesett | kiesett | kiesett | kiesett  |
| Jen Hung (Yan Hong)                                                                                         | 200 m vegyes           | 2:27,95  | 6.       | 21.      | kiesett | kiesett | kiesett | kiesett  |
| Jen Hung (Yan Hong)                                                                                         | 200 m hát              | 2:34,33  | 7.       | 27.      | kiesett | kiesett | kiesett | kiesett  |
| Kuo Hua-jing (Guo Huaying)                                                                                  | 100 m hát              | 1:08,21  | 7.       | 25.      | kiesett | kiesett | kiesett | kiesett  |
| Liang Vej-fen (Liang Weifen)                                                                                | 100 m mell             | 1:14,38  | 5.       | 20.      | kiesett | kiesett | kiesett | kiesett  |
| Li Csin-lan (Li Jinlan)                                                                                     | 100 m pillangó         | 1:03,97  | 5.       | 20.      | kiesett | kiesett | kiesett | kiesett  |
| Kuo Hua-jing (Guo Huaying) Liang Vej-fen (Liang Weifen) Li Csin-lan (Li Jinlan) Ting Csi-lien (Ding Jilian) | 4 × 100 m vegyes váltó | 4:27,39  | 5.       | 9.       | kiesett | kiesett | kiesett | kiesett  |

## Vitorlázás
Férfi
| Versenyző                     | Versenyszám     | Futam | Futam | Futam | Futam | Futam  | Futam  | Futam  | Pontszám | Helyezés |
| Versenyző                     | Versenyszám     | 1     | 2     | 3     | 4     | 5      | 6      | 7      | Pontszám | Helyezés |
| ----------------------------- | --------------- | ----- | ----- | ----- | ----- | ------ | ------ | ------ | -------- | -------- |
| Tang Csing-caj (Tang Qingcai) | Szörfvitorlázás | 32,0  | 22,0  | 25,0  | 20,0  | (34,0) | (34,0) | (34,0) | 167,0    | 25.      |

Nyílt
| Versenyző                                                     | Versenyszám | Futam  | Futam | Futam | Futam | Futam | Futam   | Futam | Pontszám | Helyezés |
| Versenyző                                                     | Versenyszám | 1      | 2     | 3     | 4     | 5     | 6       | 7     | Pontszám | Helyezés |
| ------------------------------------------------------------- | ----------- | ------ | ----- | ----- | ----- | ----- | ------- | ----- | -------- | -------- |
| Tu Kuang-ming (Tu Guangming)                                  | Finn dingi  | 29,0   | 29,0  | 30,0  | 30,0  | 31,0  | (35,0*) | 29,0  | 178,0    | 25.      |
| Cseng Kaj-ping (Zheng Kaiping) Hszü Hszien-jüan (Xu Xianyuan) | Csillaghajó | (35,0) | 30,0  | 29,0  | 29,0  | 23,0  | 28,0    | 27,0  | 166,0    | 24.      |

* - kizárták (korai rajt)

## Vívás
Férfi
| Versenyző | Versenyszám       | Selejtező | Selejtező | Selejtező | Selejtező | Selejtező | Selejtező | Főtábla                             | Főtábla           | Vigaszág                             | Vigaszág                      | Negyeddöntő               | Elődöntő                                     | Döntő                                          | Helyezés |
| Versenyző | Versenyszám       | 1. kör | 1. kör    | 2. kör | 2. kör    | 3. kör | 3. kör    | 1. kör                              | 2. kör            | 1. kör                               | 2. kör                        | Negyeddöntő               | Elődöntő                                     | Döntő                                          | Helyezés |
| Versenyző | Versenyszám       | Ellenfél Eredmény | Hely.     | Ellenfél Eredmény | Hely.     | Ellenfél Eredmény | Hely.     | Ellenfél Eredmény                   | Ellenfél Eredmény | Ellenfél Eredmény                    | Ellenfél Eredmény             | Ellenfél Eredmény         | Ellenfél Eredmény                            | Ellenfél Eredmény                              | Helyezés |
| --- | ----------------- | --- | --------- | --- | --------- | --- | --------- | ----------------------------------- | ----------------- | ------------------------------------ | ----------------------------- | ------------------------- | -------------------------------------------- | ---------------------------------------------- | -------- |
| Liu Jün-hung (Liu Yunhong) | Tőr, egyéni       | 6. csoport · Harald Hein (FRG) · 2–5 · Abdullah Al-Zawayed (KSA) · 5–0 · Li Taj-csung (Lee Tai-Chung) (TPE) · 5–2 · Georg Somloi (AUT) · 5–1 · Nick Bell (GBR) · 5–4    | 1.        | 7. csoport · Haluk Yamaç (TUR) · 3–5 · Sergio Luchetti (ARG) · 5–3 · Greg Benko (AUS) · 5–3 · Azuma Nobujuki (JPN) · 5–3                                       | 1.        | 2. csoport · José Rafael Magallanes (VEN) · 5–2 · Shlomo Eyal (ISR) · 5–3 · Thierry Soumagne (BEL) · 2–5 · Robert Blaschka (AUT) · 1–5 · Andrea Borella (ITA) · 3–5 | 4.        | Philippe Omnès (FRA) · 5–10         |                   | Umezava Kenicsi (JPN) · 10–7         | Thierry Soumagne (BEL) · 5–10 | kiesett                   | kiesett                                      | kiesett                                        | 10.      |
| Csu Si-seng (Chu Shisheng) | Tőr, egyéni       | 8. csoport · Henri Darricau (LIB) · 5–4 · Khaled Fahd Al-Rasheed (KSA) · 5–0 · Pierre Harper (GBR) · 5–4 · Peter Lewison (USA) · 1–5 · Frédéric Pietruszka (FRA) · 1–5  | 4.        | 4. csoport · Edgardo Díaz (PUR) · 5–3 · Pascal Jolyot (FRA) · 5–1 · Shlomo Eyal (ISR) · 5–4 · Andrea Borella (ITA) · 0–5                                       | 2.        | 4. csoport · Frédéric Pietruszka (FRA) · 4–5 · Peter Joos (BEL) · 5–1 · Greg Benko (AUS) · 5–2 · Peter Lewison (USA) · 5–0 · Matthias Gey (FRG) · 1–5               | 2.        | Frédéric Pietruszka (FRA) · 4–10    |                   | Abdel Monem El-Husseini (EGY) · 5–10 | kiesett                       | kiesett                   | kiesett                                      | kiesett                                        | 15.      |
| Jü Ji-feng (Yu Yifeng) | Tőr, egyéni       | 7. csoport · Jeppe Normann (NOR) · 5–1 · Lam Tak Chuen (HKG) · 5–0 · Abdel Monem El-Husseini (EGY) · 5–2 · Greg Benko (AUS) · 1–5 · Matthias Behr (FRG) · 4–5           | 3.        | 3. csoport · Bilal Rifaat (EGY) · 3–5 · Stefano Cerioni (ITA) · 5–1 · Itzhak Hatuel (ISR) · 0–5 · Philippe Omnès (FRA) · 2–5                                   | 4.        | kiesett | kiesett   | kiesett                             | kiesett           | kiesett                              | kiesett                       | kiesett                   | kiesett                                      | kiesett                                        | 32.      |
| Cuj Ji-ning (Cui Yining) | Párbajtőr, egyéni | 7. csoport · José Rafael Magallanes (VEN) · 4–5 · Jamil Mohamed Bubashit (KSA) · 5–2 · Jean-Marc Chouinard (CAN) · 5–0 · Arno Strohmeyer (AUT) · 5–2                    | 1.        | 8. csoport · Greger Forslöw (SWE) · 5–0 · Thierry Soumagne (BEL) · 5–0 · Ángel Fernández (ESP) · 5–2 · Bård Vonen (NOR) · 5–2 · Philippe Riboud (FRA) · 3–5    | 2.        | 4. csoport · Robert Marx (USA) · 5–5 · Volker Fischer (FRG) · 5–5 · Stefano Bellone (ITA) · 4–5 · Martin Brill (NZL) · 0–5 · Philippe Boisse (FRA) · 1–5            | 6.        | kiesett                             | kiesett           | kiesett                              | kiesett                       | kiesett                   | kiesett                                      | kiesett                                        | 23.      |
| Csao Cse-csung (Zhao Zhizhong) | Párbajtőr, egyéni | 2. csoport · Saul Mendoza (BOL) · 5–5 · Stephen Trevor (USA) · 5–3 · Abdel Monem Salem (EGY) · 4–5 · Angelo Mazzoni (ITA) · 5–5                                         | 4.        | 5. csoport · Abdel Monem Salem (EGY) · 5–2 · Stéphane Ganeff (BEL) · 5–4 · Daniel Perreault (CAN) · 5–3 · Sandro Cuomo (ITA) · 2–5 · Michel Poffet (SUI) · 3–5 | 4.        | kiesett | kiesett   | kiesett                             | kiesett           | kiesett                              | kiesett                       | kiesett                   | kiesett                                      | kiesett                                        | 25.      |
| Cung Hsziang-csing (Zong Xiangqing) | Párbajtőr, egyéni | 8. csoport · Liu Chi On (HKG) · 4–5 · Stefan Joos (BEL) · 5–1 · Ángel Fernández (ESP) · 5–3 · Nils Koppang (NOR) · 3–5                                                  | 2.        | 7. csoport · Hannes Lembacher (AUT) · 2–5 · I Ilhi (Lee Il-Hui) (KOR) · 5–4 · Robert Marx (USA) · 5–1 · Martin Brill (NZL) · 4–5 · Philippe Boisse (FRA) · 2–5 | 4.        | kiesett | kiesett   | kiesett                             | kiesett           | kiesett                              | kiesett                       | kiesett                   | kiesett                                      | kiesett                                        | 30       |
| Csen Csin-csu (Chen Jinchu) | Kard, egyéni      | 5. csoport · Richard Cohen (GBR) · 0–5 · Jean-Paul Banos (CAN) · 4–5 · Zisis Babanasis (GRE) · 4–5 · Marco Marin (ITA) · 2–5                                            | 5.        | 6. csoport · Atilio Tass (ARG) · 5–2 · Jean-Paul Banos (CAN) · 5–0 · Ioan Pop (ROU) · 3–5 · Hervé Granger-Veyron (FRA) · 2–5                                   | 3.        | 3. csoport · Jürgen Nolte (FRG) · 3–5 · Ildemaro Sánchez (VEN) · 5–2 · Mike Lofton (USA) · 5–2 · Marco Marin (ITA) · 5–4 · Pierre Guichot (FRA) · 2–5               | 3.        | Marco Marin (ITA) · 3–10            |                   | Pierre Guichot (FRA) · 3–10          | kiesett                       | kiesett                   | kiesett                                      | kiesett                                        | 14.      |
| Vang Zsuj-csi (Wang Ruiji) | Kard, egyéni      | 2. csoport · John Zarno (GBR) · 3–5 · João Marquilhas (POR) · 5–2 · Mike Lofton (USA) · 5–2 · Jörg Stratmann (FRG) · 4–5 · Jean-François Lamour (FRA) · 1–5             | 4.        | 5. csoport · Mark Slade (GBR) · 3–5 · Olivier Martini (MON) · 5–2 · Pierre Guichot (FRA) · 5–4 · Marin Mustaţă (ROU) · 3–5                                     | 3.        | 4. csoport · Mark Slade (GBR) · 2–5 · Hans Brandstätter (AUT) · 5–4 · Steve Mormando (USA) · 5–3 · Marin Mustaţă (ROU) · 4–5 · Freddy Scholz (FRG) · 3–5            | 4.        | Gianfranco Dalla Barba (ITA) · 4–10 |                   | Zisis Babanasis (GRE) · 9–10         | kiesett                       | kiesett                   | kiesett                                      | kiesett                                        | 16.      |
| Liu Kuo-csen (Liu Guozhen) | Kard, egyéni      | 4. csoport · José María Casanova (ARG) · 5–0 · Antonio García (ESP) · 5–3 · Jean-Marie Banos (CAN) · 5–3 · Hervé Granger-Veyron (FRA) · 3–5 · Marin Mustaţă (ROU) · 2–5 | 3.        | 1. csoport · Ildemaro Sánchez (VEN) · 1–5 · Peter Westbrook (USA) · 3–5 · Giovanni Scalzo (ITA) · 3–5 · Freddy Scholz (FRG) · 4–5                              | 5.        | kiesett | kiesett   | kiesett                             | kiesett           | kiesett                              | kiesett                       | kiesett                   | kiesett                                      | kiesett                                        | 28.      |
| Csu Si-seng (Chu Shisheng) Cuj Ji-ning (Cui Yining) Jü Ji-feng (Yu Yifeng) Vang Vej (Wang Wei) Csang Csien (Zhang Jian) Liu Jün-hung (Liu Yunhong) | Tőr, csapat       | 4. csoport · Belgium (BEL) · 8 (58)–8 (60) · Kuvait (KUW) · 9–3 · Libanon (LIB) · 9–4                                                                                   | 2.        | |           | |           |                                     |                   |                                      |                               | Franciaország (FRA) · 4–9 | Az 5–8. helyért · Nagy-Britannia (GBR) · 4–9 | A 7. helyért · Belgium (BEL) · mérkőzés nélkül | 7.       |
| Cuj Ji-ning (Cui Yining) Pang Csin (Pang Jin) Csao Cse-csung (Zhao Zhizhong) Cung Hsziang-csing (Zong Xiangqing)                                   | Párbajtőr, csapat | 1. csoport · Franciaország (FRA) · 1–9 · Egyesült Államok (USA) · 9–4 · Szaúd-Arábia (KSA) · 9–0                                                                        | 2.        | |           | |           |                                     |                   |                                      |                               | NSZK (FRG) · 2–9          | Az 5–8. helyért · Dél-Korea (KOR) · 8–5      | Az 5. helyért · Svédország (SWE) · 6–8         | 6.       |
| Vang Zsuj-csi (Wang Ruiji) Csen Csin-csu (Chen Jinchu) Jang Si-szen (Yang Shisen) Liu Kuo-csen (Liu Guozhen) Liu Jün-hung (Liu Yunhong)            | Kard, csapat      | 2. csoport · Olaszország (ITA) · 4–9 · Románia (ROU) · 4–9 · Nagy-Britannia (GBR) · 8–6                                                                                 | 3.        | |           | |           |                                     |                   |                                      |                               | NSZK (FRG) · 3–9          |                                              | Az 5. helyért · Egyesült Államok (USA) · 9–7   | 5.       |

Női
| Versenyző | Versenyszám | Selejtező | Selejtező | Selejtező | Selejtező | Selejtező | Selejtező | Főtábla                      | Főtábla           | Vigaszág                             | Vigaszág                        | Negyeddöntő                 | Elődöntő                            | Döntő                                        | Helyezés |
| Versenyző | Versenyszám | 1. kör | 1. kör    | 2. kör | 2. kör    | 3. kör | 3. kör    | 1. kör                       | 2. kör            | 1. kör                               | 2. kör                          | Negyeddöntő                 | Elődöntő                            | Döntő                                        | Helyezés |
| Versenyző | Versenyszám | Ellenfél Eredmény | Hely.     | Ellenfél Eredmény | Hely.     | Ellenfél Eredmény | Hely.     | Ellenfél Eredmény            | Ellenfél Eredmény | Ellenfél Eredmény                    | Ellenfél Eredmény               | Ellenfél Eredmény           | Ellenfél Eredmény                   | Ellenfél Eredmény                            | Helyezés |
| --- | ----------- | --- | --------- | --- | --------- | --- | --------- | ---------------------------- | ----------------- | ------------------------------------ | ------------------------------- | --------------------------- | ----------------------------------- | -------------------------------------------- | -------- |
| Luan Csü-csie (Luan Jujie) | Tőr, egyéni | 2. csoport · Sandra Giancola (ARG) · 5–1 · Andrea Chaplin (AUS) · 5–2 · O Szungszun (O Seung-Sun) (KOR) · 5–1 · Jana Angelakis (USA) · 5–3 · Linda Ann Martin (GBR) · 5–2 · Aurora Dan (ROU) · 5–3          | 1.        | 2. csoport · Oikava Azusza (JPN) · 5–0 · Debra Waples (USA) · 5–1 · Fiona McIntosh (GBR) · 5–1 · Véronique Brouquier (FRA) · 5–3                                 | 1.        | 1. csoport · Madeleine Philion (CAN) · 5–1 · O Szungszun (O Seung-Sun) (KOR) · 5–4 · Brigitte Latrille-Gaudin (FRA) · 5–1 · Sabine Bischoff (FRG) · 5–1 · Carola Cicconetti (ITA) · 2–5 | 2.        | Kerstin Palm (SWE) · 7–8     |                   | Carola Cicconetti (ITA) · 8–5        | Aurora Dan (ROU) · 8–7          | Sabine Bischoff (FRG) · 8–5 | Elisabeta Guzganu-Tufan (ROU) · 8–0 | Cornelia Hanisch (FRG) · 8–3                 |          |
| Csu Csing-jüan (Zhu Qingyuan) | Tőr, egyéni | 4. csoport · Helen Smith (AUS) · 4–5 · Cshö Bongnan (Choi Bok-Ran) (KOR) · 5–3 · Gina Faustin (HAI) · 5–0 · Jacynthe Poirier (CAN) · 5–4 · Marcela Moldovan-Zsak (ROU) · 4–5 · Cornelia Hanisch (FRG) · 1–5 | 4.        | 4. csoport · Lydia Czuckermann-Hatuel (ISR) · 5–1 · O Szungszun (O Seung-Sun) (KOR) · 4–5 · Margherita Zalaffi (ITA) · 3–5 · Elisabeta Guzganu-Tufan (ROU) · 0–5 | 4.        | 2. csoport · Fiona McIntosh (GBR) · 5–1 · Christiane Weber (FRG) · 5–0 · Laurence Modaine-Cessac (FRA) · 3–5 · Margherita Zalaffi (ITA) · 2–5 · Elisabeta Guzganu-Tufan (ROU) · 3–5     | 4.        | Cornelia Hanisch (FRG) · 4–8 |                   | Liz Thurley (GBR) · 8–3              | Véronique Brouquier (FRA) · 7–8 | kiesett                     | kiesett                             | kiesett                                      | 11.      |
| Li Hua-hua (Li Huahua) | Tőr, egyéni | 5. csoport · Barbra Higgins (PAN) · 5–0 · Caroline Mitchell (CAN) · 5–4 · Oikava Azusza (JPN) · 5–0 · Carola Cicconetti (ITA) · 3–5 · Liz Thurley (GBR) · 3–5 · Laurence Modaine-Cessac (FRA) · 3–5         | 4.        | 5. csoport · Mijahara Mieko (JPN) · 5–3 · Madeleine Philion (CAN) · 5–3 · Liz Thurley (GBR) · 5–1 · Cornelia Hanisch (FRG) · 4–5                                 | 2.        | 3. csoport · Aurora Dan (ROU) · 3–5 · Debra Waples (USA) · 5–0 · Nili Drori (ISR) · 5–4 · Linda Ann Martin (GBR) · 5–0 · Dorina Vaccaroni (ITA) · 5–4                                   | 1.        | Aurora Dan (ROU) · 5–8       |                   | Brigitte Latrille-Gaudin (FRA) · 6–8 | kiesett                         | kiesett                     | kiesett                             | kiesett                                      | 13.      |
| Luan Csü-csie (Luan Jujie) Csu Csing-jüan (Zhu Qingyuan) Li Hua-hua (Li Huahua) Vu Csiu-hua (Wu Qiuhua) Csu Min-csu (Zhu Minzhu) | Tőr, csapat | 2. csoport · Románia (ROU) · 6–9 · Kanada (CAN) · 9–3 | 2.        | |           | |           |                              |                   |                                      |                                 | Olaszország (ITA) · 7–9     |                                     | Az 5. helyért · Egyesült Államok (USA) · 9–5 | 5.       |

## Vízilabda
| Kínai férfi vízilabdacsapat-játékoskeret | Kínai férfi vízilabdacsapat-játékoskeret |
| --- | --- |
| - Teng Csün (Deng Jun) - Vang Hsziao-tien (Wang Xiaotian) - Szung Vej-kang (Song Weigang) - Li Csien-ming (Li Jianming) - Huang Jing (Huang Ying) - Caj Tien-hsziung (Cai Tianxiong) - Csü Pao-vej (Qu Baowei) | - Csao Pi-lung (Zhao Bilong) - Csen Cse-hsziung (Chen Zhixiong) - Caj Seng-liu (Cai Shengliu) - Pan Seng-hua (Pan Shenghua) - Huang Lung (Huang Long) |

### Eredmények
Csoportkör
A csoport
| Csapat            | M | Gy | D | V | G+ | G– | Gk  | P |
| ----------------- | - | -- | - | - | -- | -- | --- | - |
| Jugoszlávia (YUG) | 3 | 3  | 0 | 0 | 34 | 16 | +18 | 6 |
| Hollandia (NED)   | 3 | 2  | 0 | 1 | 25 | 26 | –1  | 4 |
| Kína (CHN)        | 3 | 1  | 0 | 2 | 21 | 27 | –6  | 2 |
| Kanada (CAN)      | 3 | 0  | 0 | 3 | 18 | 29 | –11 | 0 |

| 1984. augusztus 1. 08:30 | Kína (CHN)           | 8–10 | Hollandia (NED) |  |
| 1984. augusztus 1. 08:30 | (3–2, 2–2, 1–2, 2–4) |      |                 |  |
| 1984. augusztus 1. 08:30 |                      |      |                 |  |

| 1984. augusztus 2. 19:30 | Kína (CHN)           | 7–12 | Jugoszlávia (YUG) |  |
| 1984. augusztus 2. 19:30 | (0–3, 2–3, 4–3, 1–3) |      |                   |  |
| 1984. augusztus 2. 19:30 |                      |      |                   |  |

| 1984. augusztus 3. 13:30 | Kína (CHN)           | 6–5 | Kanada (CAN) |  |
| 1984. augusztus 3. 13:30 | (2–0, 1–2, 1–2, 2–1) |     |              |  |
| 1984. augusztus 3. 13:30 |                      |     |              |  |

7–12. helyért
| Csapat            | M | Gy | D | V | G+ | G– | Gk  | P |
| ----------------- | - | -- | - | - | -- | -- | --- | - |
| Olaszország (ITA) | 5 | 4  | 1 | 0 | 63 | 34 | +29 | 9 |
| Görögország (GRE) | 5 | 3  | 2 | 0 | 52 | 41 | +11 | 8 |
| Kína (CHN)        | 5 | 3  | 0 | 2 | 44 | 39 | +5  | 6 |
| Kanada (CAN)      | 5 | 1  | 1 | 3 | 40 | 48 | –8  | 3 |
| Japán (JPN)       | 5 | 1  | 0 | 4 | 30 | 55 | –25 | 2 |
| Brazília (BRA)    | 5 | 0  | 2 | 3 | 40 | 52 | –12 | 2 |

| 1984. augusztus 6. 08:30 | Kína (CHN)           | 10–4 | Japán (JPN) |  |
| 1984. augusztus 6. 08:30 | (3–1, 3–2, 3–0, 1–1) |      |             |  |
| 1984. augusztus 6. 08:30 |                      |      |             |  |

| 1984. augusztus 7. 13:30 | Kína (CHN)           | 8–11 | Olaszország (ITA) |  |
| 1984. augusztus 7. 13:30 | (3–3, 2–5, 1–1, 2–2) |      |                   |  |
| 1984. augusztus 7. 13:30 |                      |      |                   |  |

| 1984. augusztus 9. 08:30 | Kína (CHN)           | 11–9 | Brazília (BRA) |  |
| 1984. augusztus 9. 08:30 | (2–1, 4–3, 3–2, 2–3) |      |                |  |
| 1984. augusztus 9. 08:30 |                      |      |                |  |

| 1984. augusztus 10. 19:30 | Kína (CHN)           | 9–10 | Görögország (GRE) |  |
| 1984. augusztus 10. 19:30 | (2–3, 4–3, 1–2, 3–1) |      |                   |  |
| 1984. augusztus 10. 19:30 |                      |      |                   |  |

| Csapat     | Helyezés |
| ---------- | -------- |
| Kína (CHN) | 9.       |